# Sandra Oh
Sandra Miju Oh (Nepean, 20 luglio 1971) è un'attrice canadese.
Attiva sia in campo cinematografico sia televisivo, Oh ha ottenuto successo sul piccolo schermo grazie all'interpretazione di Cristina Yang nella serie televisiva Grey's Anatomy (2005-2014), grazie a cui si è aggiudicata un Golden Globe per la miglior attrice non protagonista in una serie nel 2006, due Screen Actors Guild Awards ed è stata candidata cinque volte ai Premi Emmy. Nel 2018 torna in auge con il ruolo di Eve Polastri nella serie Killing Eve, che le permette di vincere il secondo Golden Globe, il quarto Screen Actors Guild Award e di ricevere altre tre candidature agli Emmy.

## Biografia
Nata a Nepean, sobborgo della città canadese di Ottawa, da una famiglia di ceto medio di immigrati coreani; il padre è un uomo d'affari mentre la madre è biochimica. Negli anni degli studi, suona il flauto e studia balletto con l'intento di diventare una ballerina professionista. In seguito, però, nasce in lei la passione per la recitazione; contro il parere dei genitori, rinuncia agli studi di Giornalismo all'Università Carleton, offerti con una borsa di studio, per studiare recitazione a Montréal. Ha detto ai suoi genitori che avrebbe provato a recitare per qualche anno, e qualora non vi fosse riuscita, sarebbe tornata a scuola. Riflettendo durante un'intervista sull'argomento afferma: «Sono l'unica persona nella mia famiglia che non ha una laurea in qualcosa».
Esordisce ufficialmente nel 1993 nel film per la televisione trasmesso dalla CBC The Diary of Evelyn Lau, ottenendo un FIPA d'Or come miglior attrice al Festival di Cannes; dopo altre produzioni televisive, nel 1997 ottiene una parte nel film Mr. Bean - L'ultima catastrofe. Negli anni successivi interpreta Rita Wu nella sitcom Arli$$, ottiene piccole partecipazioni a programmi di successo come Popular e Six Feet Under e partecipa a svariati film indipendenti, fino al 2001 quando recita nella commedia Pretty Princess diretta da Garry Marshall. Nel 2002 recita in Big Fat Liar di Shawn Levy e Full Frontal di Steven Soderbergh. Nel 2003 lavora per la pellicola Sotto il sole della Toscana e dopo cinque anni di fidanzamento sposa il regista Alexander Payne, che la dirige nel 2004 nell'apprezzato film Sideways - In viaggio con Jack.
Dal 2005 entra a far parte del cast del medical drama Grey's Anatomy, dove ricopre la parte della dottoressa Cristina Yang; la serie ottiene un grande successo regalandole molta popolarità. Nel 2006 divorzia dal marito. Sempre nel 2006 recita al fianco di Robin Williams e Toni Collette in Una voce nella notte e presta la propria voce alla draghessa coreana Sun Park nella serie animata American Dragon. La Oh continua a essere molto attiva in campo cinematografico: infatti partecipa al film di Fernando Meirelles Blindness - Cecità, distribuito nel 2008. Nel frattempo, rimane legata a Grey's Anatomy, che ritiene la sua prima occupazione, ma nell'estate 2013 annuncia l'intenzione di abbandonare la serie al termine della decima stagione.
Nel 2013 compare in alcuni spot pubblicitari di Sky Italia, sempre doppiata da Sabrina Duranti. Successivamente, partecipa alla commedia Tammy, dove veste i panni di Susan, affiancata da attori come Melissa McCarthy e il Premio Oscar Kathy Bates. Nel 2018 ottiene il ruolo di Eve Polastri nella serie televisiva Killing Eve, prodotto originale della BBC America, che le conferisce un gran ritorno di popolarità e una candidatura come miglior attrice protagonista in una serie drammatica ai Premi Emmy 2018, diventando la prima attrice di origini asiatiche a riuscirci in questa categoria. Nel 2022 recita da protagonista nel film Umma.
La Oh ha ricevuto il National Arts Center Award dal Governatore Generale del Canada nel 2019, come parte dei Performing Arts Awards del Governatore Generale. Nel giugno 2022, la Oh è stata nominata ufficiale dell'Ordine del Canada. Nello stesso anno è stata reclutata nella delegazione canadese ai funerali di Stato della regina Elisabetta II.

## Filmografia

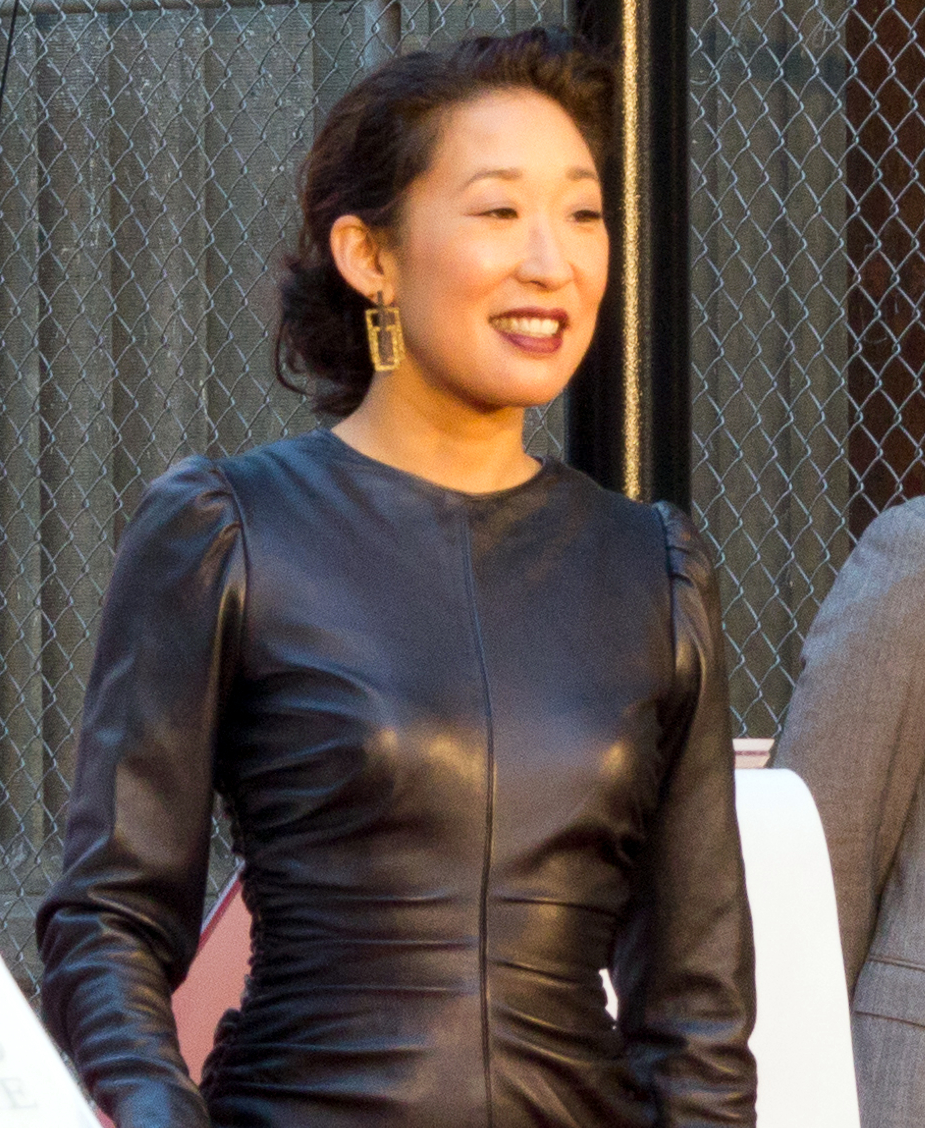
Sandra Oh al Canada's Walk of Fame Gala 2011

### Attrice

#### Cinema
- Mr. Bean - L'ultima catastrofe (Bean), regia di Mel Smith (1997)
- Last Night, regia di Don McKellar (1998)
- Il violino rosso (Le Violon Rouge), regia di François Girard (1998)
- Hard Night (Permanent Midnight), regia di David Veloz (1998)
- Waking the Dead, regia di Keith Gordon (2000)
- Dancing at the Blue Iguana, regia di Michael Radford (2000)
- Pretty Princess (The Princess Diaries), regia di Garry Marshall (2001)
- Big Fat Liar, regia di Shawn Levy (2002)
- Full Frontal, regia di Steven Soderbergh (2002)
- Sotto il sole della Toscana (Under the Tuscan Sun), regia di Audrey Wells (2003)
- La doppia vita di Mahowny (Owning Mahowny), regia di Richard Kwietniowski (2003)
- Sideways - In viaggio con Jack (Sideways), regia di Alexander Payne (2004)
- Wilby Wonderful, regia di Daniel Maclvor (2004)
- Hard Candy, regia di David Slade (2005)
- Cake - Ti amo, ti mollo... ti sposo (Cake), regia di Nisha Ganatra (2005)
- America dopo (Sorry Haters), regia di Jeff Stanzler (2005)
- Una voce nella notte (The Night Listener), regia di Patrick Stettner (2006)
- For Your Consideration, regia di Christopher Guest (2006)
- Blindness - Cecità (Blindness), regia di Fernando Meirelles (2008)
- Defendor, regia di Peter Stebbings (2009)
- Ramona e Beezus (Ramona and Beezus), regia di Elizabeth Allen (2010)
- Rabbit Hole, regia di John Mitchell (2010)
- Tammy, regia di Ben Falcone (2014)
- Catfight - Botte da amiche (Catfight), regia di Onur Tukel (2016)
- Umma, regia di Iris K. Shim (2022)
- Quiz Lady, regia di Jessica Yu (2023)

#### Televisione
- School's Out (Degrassi High: School's Out), regia di Kit Hood – film TV (1992)
- Cagney & Lacey: The View Through the Glass Ceiling, regia di John Patterson – film TV (1995)
- Kung Fu: la leggenda continua (Kung Fu: The Legend Continues) – serie TV, episodio 4x02 (1996)
- Arli$$ – serie TV, 55 episodi (1996-2002)
- Popular – serie TV, episodio 1x02 (1999)
- Further Tales of the City – miniserie TV, 3 episodi (2001)
- Six Feet Under – serie TV, episodio 1x05 (2001)
- Giudice Amy (Judging Amy) – serie TV, episodi 2x12, 2x19, 3x09 (2001)
- Grey's Anatomy – serie TV, 220 episodi (2005-2014) – Dr. Cristina Yang
- American Crime – serie TV, episodi 3x01, 3x02, 3x06, 3x08 (2017)
- Killing Eve – serie TV, 31 episodi (2018-2022)
- La direttrice (The Chair) – serie TV, 6 episodi (2021)
- Il simpatizzante (The Sympathizer), regia di Park Chan-wook, Fernando Meirelles e Marc Munden – miniserie TV, 6 puntate (2024)

### Doppiatrice
- La famiglia Proud (The Proud Family) – serie animata, 5 episodi (2001-2002)
- Mulan II, regia di Darrell Rooney e Lynne Southerland (2004)
- American Dad! – serie animata, episodi 1x16, 4x18, 6x03, 8x15 (2005-2013)
- Odd Job Jack – serie animata, episodi 3x12-3x13 (2006)
- American Dragon: Jake Long – serie animata, 6 episodi (2006-2007)
- Alla ricerca della Valle Incantata 13 - In viaggio con le pance gialle (The Land Before Time XIII: The Wisdom of Friends), regia di Jamie Mitchell (2007)
- Phineas e Ferb (Phinead and Ferb) – serie animata, episodi 1x06, 3x34 (2008-2012)
- Robot Chicken – serie animata, episodio 4x17 (2009)
- Quantum Quest: A Cassini Space Odyssey, regia di Harry Kloor e Daniel St. Pierre (2010)
- She-Ra e le principesse guerriere (She-Ra and the Princess of Power) – serie animata, 7 episodi (2018-2020)
- Over the Moon - Il fantastico mondo di Lunaria (Over the Moon), regia di Glen Keane (2020)
- Raya e l'ultimo drago (Raya and the Last Dragon), regia di Don Hall e Carlos López Estrada (2021)
- Invincible – serie animata (2021-in corso)
- Red (Turning Red), regia di Domee Shi (2022)
- The Sandman - serie TV, episodio 1x11 (2022)
- L'apprendista della tigre (The Tiger's Apprentice), regia di Raman Hui (2024)
- I Puffi - Il film (Smurfs), regia di Chris Miller (2025)

## Riconoscimenti
- Golden Globe
  - 2006 – Miglior attrice non protagonista in una serie per Grey's Anatomy
  - 2019 – Miglior attrice in una serie drammatica per Killing Eve
- Premi Emmy
  - 2005 – Candidatura alla miglior attrice non protagonista in una serie drammatica per Grey's Anatomy
  - 2006 – Candidatura alla miglior attrice non protagonista in una serie drammatica per Grey's Anatomy
  - 2007 – Candidatura alla miglior attrice non protagonista in una serie drammatica per Grey's Anatomy
  - 2008 – Candidatura alla miglior attrice non protagonista in una serie drammatica per Grey's Anatomy
  - 2009 – Candidatura alla miglior attrice non protagonista in una serie drammatica per Grey's Anatomy
  - 2018 – Candidatura alla miglior attrice protagonista in una serie drammatica per Killing Eve
  - 2019 – Candidatura alla miglior attrice protagonista in una serie drammatica per Killing Eve
  - 2019 – Candidatura alla miglior attrice guest star in una serie commedia per Saturday Night Live
  - 2022 – Candidatura alla miglior attrice protagonista in una serie drammatica per "Killing Eve"
- Screen Actors Guild Awards
  - 2005 – Miglior cast cinematografico per Sideways – In viaggio con Jack
  - 2006 – Miglior attrice in una serie drammatica per Grey's Anatomy
  - 2006 – Candidatura al miglior cast in una serie drammatica per Grey's Anatomy
  - 2007 – Miglior cast in una serie drammatica per Grey's Anatomy
  - 2008 – Candidatura al miglior cast in una serie drammatica per Grey's Anatomy
  - 2019 – Miglior attrice in una serie drammatica per Killing Eve
  - 2022 – Candidatura alla miglior attrice in una serie commedia per La direttrice
- Critics' Choice Awards
  - 2005 – Miglior cast corale per Sideways – In viaggio con Jack
  - 2019 – Miglior attrice in una serie drammatica per Killing Eve

## Doppiatrici italiane
Nelle versioni in italiano delle opere in cui ha recitato, Sandra Oh è stata doppiata da:
- Sabrina Duranti in Sorry, Haters, Grey's Anatomy, Hard Candy, Rabbit Hole, Ramona e Beezus, Blindness - Cecità, Tammy, American Crime, Catfight - Botte da amiche, Killing Eve, La direttrice, Umma, Quiz Lady, Il simpatizzante
- Claudia Razzi in Sideways - In viaggio con Jack, Una voce nella notte, Cake - Ti amo, ti mollo... ti sposo
- Barbara Castracane in Sotto il sole della Toscana
- Selvaggia Quattrini in Six Feet Under
- Fabrizia Castagnoli in Mr. Bean - L'ultima catastrofe
- Alessandra Korompay in Last Night
- Laura Nicolò in Big Fat Liar

Da doppiatrice è sostituita da:
- Sabrina Duranti ne La famiglia Proud, Invincible
- Cristiana Lionello in Mulan II
- Ilaria Latini in She-Ra e le principesse guerriere
- Stella Musy in Over the Moon - Il fantastico mondo di Lunaria
- Luisa Ranieri in Raya e l'ultimo drago
- Daniela Calò in Red
- Roberta Pellini in The Sandman